# Попецух червоноокий
Попецух червоноокий (Pseudochelidon eurystomina) — вид горобцеподібних птахів родини ластівкових (Hirundinidae). Поширений в Центральній Африці.

## Поширення
Розмножується вздовж річки Конго та її притоки Убангі в Демократичній Республіці Конго. Середовищем його розмноження є лісисті річки з островами з піщаними берегами для розмноження. Зимує в прибережній савані на півдні Габону, але нещодавно було виявлено, що він також там розмножується на пляжних хребтах прибережної савани.

## Опис
Досить великі ластівки 14 см завдовжки. Забарвлення чорне із синьо-зеленим блиском на голові та зеленим відтінком на спині та крилах. Внутрішня сторона крил коричнева, нижня частина тіла фіолетово-чорна, а махові пір'я чорні, очі червоні, дзьоб помаранчево-червоний, хвіст прямокутний і чорний, до 5 см завдовжки. Середня довжина крил - 14 см.